# Rugby Americas North
Rugby Americas North (RAN), früher die North America and West Indies Rugby Association (NAWIRA), ist der für Nordamerika und in die Karibik zuständige Kontinentalverband für die Sportarten Rugby Union und Siebener-Rugby sowie einer von sechs kontinentalen Verbänden unterhalb des Weltverbandes World Rugby.
Ihm sind 21 nationale Verbände angeschlossen, davon sind 19 Vollmitglieder und zwei assoziierte Mitglieder. Die NAWIRA entstand im Jahr 2001, als sich die Verbände der USA und Kanadas der seit 1975 bestehenden West Indies Rugby Association anschlossen. 2010 erfolgte die Umbenennung in North America Caribbean Rugby Association (NACRA) und 2016 in Rugby Americas North (RAN). Der Verband organisiert mehrere Kontinentalwettbewerbe verschiedener Altersstufen, darunter regionale Qualifikationsturniere zu internationalen Rugby-Veranstaltungen sowie zusammen mit Sudamérica Rugby die Americas Rugby Championship. Da Siebener-Rugby eine olympische Sportart ist, arbeitet Rugby Americas North hier mit der Panamerikanische Sportorganisation zusammen.

## Mitglieder
Vollmitglieder:
| - Bahamas - Barbados - Belize - Bermuda - Britische Jungferninseln - Cayman Islands - Dominikanische Republik - Französisch-Guayana - Guyana | - Jamaika - Kanada (RC) - Kuba - Martinique - Mexiko - St. Lucia - St. Vincent und die Grenadinen - Trinidad und Tobago - Vereinigte Staaten (USAR) |

Assoziierte Mitglieder:
- Curaçao
- Turks- und Caicosinseln

Anzahl der registrierter Rugbyspieler in den Mitgliedsverbänden von Rugby Americas North (2018):
>100.000 Lizenzen
>40.000 Lizenzen
>20.000 Lizenzen
>10.000 Lizenzen
>5.000 Lizenzen
<5.000 Lizenzen

Verbände außerhalb des Dachverbandes:
- Guadeloupe
- St. Kitts und Nevis